# Suchedniów (gmina)
Suchedniów est une gmina mixte du powiat de Skarżysko, Sainte-Croix, dans le centre-sud de la Pologne. Son siège est la ville de Suchedniów, qui se situe environ 10 km au sud-ouest de Skarżysko-Kamienna et 25 km au nord-est de la capitale régionale Kielce.
La gmina couvre une superficie de 74,94 km2 pour une population de 10 843 habitants.

## Géographie
Outre la ville de Suchedniów, la gmina inclut les villages de Krzyżka, Michniów, Mostki et Ostojów.
La gmina borde la ville de Skarżysko-Kamienna et les gminy de Bliżyn, Bodzentyn, Łączna et Wąchock.